# Dronninglund Herred
Dronninglund Herred var en del af det tidligere Hjørring Amt, fra 1970-2006 en del af Nordjyllands Amt, og nu af Region Nordjylland.
Dronninglund Herred blev først oprettet i 1815 og navnet Dronninglund Herred blev først officielt i 1841.
Det meste af herredet bestod af det tidligere Jerslev Herred men også dele af Børglum Herred. Det hørte i middelalderen under Vendsyssel, senere Åstrup Len og fra 1662 Åstrup, Sejlstrup, Børglum Amt indtil det i 1793 kom under Hjørring Amt.

I herredet liger købstaden Sæby.

I under navnet Dronninglund Herred ligger følgende sogne:
- Agersted Sogn
- Albæk Sogn – Sæby Kommune
- Aså-Melholt Sogn (Asaa-Melholt) – Dronninglund Kommune
- Dorf Kirkedistrikt
- Dronninglund Sogn – Dronninglund Kommune
- Hallund Sogn – Brønderslev Kommune
- Hellevad Sogn – Dronninglund Kommune
- Hellum Sogn – Brønderslev Kommune
- Hjallerup Sogn – Brønderslev Kommune
- Hørby Sogn – Sæby Kommune
- Karup Sogn – Sæby Kommune
- Skæve Sogn – Sæby Kommune
- Sæby Sogn – Sæby Kommune
- Sæby Baptistmenighed Sogn
- Torslev Sogn – Sæby Kommune
- Understed Sogn – Sæby Kommune
- Voer Sogn – Dronninglund Kommune
- Volstrup Sogn – Sæby Kommune
- Ørum Sogn – Dronninglund Kommune
- Øster Vrå (Bapt.) Sogn (Øster Vraa (Bapt.))
- Øster Vrå (kat.) Sogn (Øster Vraa (kat.))